# Bengtsfors kommun
59°02′N 12°13′Ø / 59.033°N 12.217°Ø
Bengtsfors kommune ligger i det svenske län Västra Götalands län i landskapet Dalsland. Kommunens administrationscenter ligger i Bengtsfors. Kommunen lå tidligere i Älvsborgs län.
Kommunen har mange søer og vandløb, og der er en del kano-turisme; Den krydses også af Dalslands kanal.

## Byer
Bengtsfors kommune har fem byer.

 (indb. pr 31. december 2005.)
| #  | By           | Indbyggere |
| -- | ------------ | ---------- |
| 1. | Bengtsfors   | 3.194      |
| 2. | Dals Långed  | 1.610      |
| 3. | Billingsfors | 1.195      |
| 4. | Bäckefors    | 689        |
| 5. | Skåpafors    | 313        |